# 風が吹けば
『風が吹けば』（原題・フランス語: Si le vent tombe, アルメニア語: Երբ որ քամին հանդարտվի）は、ノラ・マルティロシャン監督によるドラマ映画である。フランスのシスター・プロダクションズ、ベルギーのクワッサ・フィルムズ、アルメニアのアネヴァが共同で製作した。第73回カンヌ国際映画祭、2020年アングレーム映画祭、第45回トロント国際映画祭インダストリー部門、第21回東京フィルメックスコンペティション部門で上映された。第94回アカデミー賞国際長編映画賞にアルメニア代表作として出品された。

## プロット
アルツァフ共和国のステパナケルト空港が国際航空基準を満たしているか否かを鑑定することになった監査人の男が描かれる。 